# Villa Literno
Villa Literno ist eine italienische Gemeinde (comune) mit 12.658 Einwohnern (Stand 31. Dezember 2023) in der Provinz Caserta in Kampanien. Die Gemeinde liegt etwa 22 Kilometer westsüdwestlich von Caserta und etwa 24 Kilometer nordwestlich von Neapel.

## Geschichte
Die Geschichte der Gemeinde reicht bis in das Altertum zurück. Es ist jedoch nicht mit der oskischen Stadt Liternum zu verwechseln, die etwa 10 Kilometer südlich von Villa Literno lag. Liternum war ein eher unbedeutender Handelsplatz oder Streckenposten an der Via Domitiana, die von Terracina nach Reggio (Rhegium) führte, zwischen Cumae und der Flussmündung des Volturno. in den Itinerarien taucht der Ort bis zum 8. Jahrhundert auf. Von der Siedlung sind noch Ausgrabungsreste vorhanden.
Der Name der Gemeinde wurde durch Ministerdekret 1927 festgelegt. Zuvor hieß die Gemeinde Vico di Pantano.

## Verkehr
Die Gemeinde liegt an der Strada Statale 7 bis, während die Strada Statale 7quater die Gemeinde im Westen in Nord-Süd-Richtung durchschneidet. 10 Kilometer nördlich von Villa Literno liegt der Militärflugplatz von Grazzanise, der wegen der begrenzten Kapazitäten des neapolitanischen Flughafens zu einem Zivilflughafen umgerüstet werden soll.
Villa Literno ist an das Schienennetz durch seinen Bahnhof an der Bahnstrecke Roma–Formia–Napoli angebunden. Villa Literno ist auch der Endbahnhof der Vorortbahn Passante ferroviario di Napoli.